# Sima (Anjouan)
Sima (arabisch سيما) ist eine Gemeinde und eine Stadt der Präfektur Shissiouani im Westen von Anjouan (Nzouani) in den Komoren. Die Bevölkerung wurde 2010 auf 16.500 Einwohner (bzw. 26500 Einwohner in der „Agglomeration“) berechnet.
Heute ist Sima das Zentrum eines der am meisten industrialisierten Gebiete der Insel: eine maritime Industrie entstand im 19. Jahrhundert, und ein Zentrum der Landwirtschaft befindet sich auf dem Plateau von Bandrajou Dziani in Boungoueni. Ein digitales Verbindungsmodul „Gnogajou“, welches durch Hertz-Frequenzen und Landfunk sowie durch einen direkten Blick auf die vier Inseln Anjouan, Mayotte, Grande Comore und Mohéli die strategische und geographische Lage beherrscht und auch international verbindet, ist darin die neueste Entwicklung. Auch im Bezug auf den Verkehr liegt Sima in einer günstigen Position auf der Achse zwischen Mutsamudu und Pomoni.
Sima ist eine historische, kommerzielle, sportlich aktive und verwaltungsmäßig ausgerüstete Stadt, welche auch ein Lycée Général und ein universitäres Zentrum aufweist und über ein bewegtes kulturelles Leben verfügt. Das Festival international d’Ouvamba trägt maßgeblich zu dem Renommé der Insel bei.

## Geographie
Die Stadt liegt auf der westlich weisenden Landzunge von Anjouan, auf der Anhöhe Dzindzanoni Bajoni auf 160 m bis 240 m Höhe. Nach Osten steigt das Terrain bis zum Gipfel Ngouyaézi (384 m) bei Boungouéni an. Im Norden, und Süden fällt das Gelände schroff ab zur Nord- bzw. zur Südküste. Im Süden ist ein bedeutendes Landschaftselement die Hamsogno-Schlucht, entlang der die Straße unter anderem zum Mtsangani Sima-Strand führt. Im Norden läuft der Hang zum Hügel Tsandzoni aus. an dessen Fuß liegen die Teilorte Bandajou und Majouani an der Mündung des Flusses Biantrondro.
Nach Westen zieht sich der Höhenrücken weiter bis nach Mkirijou an der Westspitze der Insel.
Am Ostrand der Stadt liegen die Stadien Stade Bandrajou Dziani de Kavani und Parc Olympique Dago Lanssini De Sima (Stade Olympique Dago Lanssini De Sima).
Die wichtigsten Stadtviertel sind Chilidroni, Mgihari, Ouémani, Ounyambo, Salamani, Lavigie, Dago Lansini und Missiri.
Weitere Küstenorte sind:
- Boungouéni und Mjamaoué (Osten)
- Kavani, Mirongani und Bimbini (Westen)
- Milembéni (Südwest)
- Maraharé, Vassi und Vouani (Süden).

## Kultur
Sima wurde von der Kommission für den Indischen Ozean als kreative Stadt ausgezeichnet. Der Ort hat ein reiches historisches, religiöses und städtisches Leben. Neben dem Festival national de Ouvamba, gibt es weitere musikalische und kulturelle Festivals, und es gibt die Möglichkeit auf den Befestigungsanlagen von Chissiwa mbouzi spazieren zu gehen oder im Wald von Boungouéni, Nkaza Maoulide de Kavani und anderswo zu wandern.

## Klima
Der Ort zeichnet sich durch ein tropisches Ozeanklima, so genanntes «Uroutouba» aus. Nach dem Köppen-Geiger-System zeichnet sich Sima durch ein tropisches Klima mit der Kurzbezeichnung Af aus.

## Geschichte

### Vorgeschichte
In einem Silo im heutigen Bezirk Ziarani in der Nähe des Bezirks Mtsangani Sima wurden Gegenstände aus der Bronzezeit gefunden. Im Stadtzentrum wurden einige kleine Haushaltsgegenstände ausgegraben, ein Fragment eines mit eingeschnittenen geometrischen Ornamenten verzierten Tellers aus der Hallstattzeit und eine Schneidzange aus der La-Tène-III-Zeit. Es gibt zwei Werke, welche die Entdeckungen vor Beginn des 20. Jahrhunderts zusammenfassen: Recueil (1867) und Ancient Inscriptions of the Comoros Islands (1927).

### Kolonisierung
Das Tal war seit der Schiraz-Periode besiedelt. Die Kreuzung und das fruchtbare Tal, welches unter den Europäern auch noch eine Bewässerung erhielt, erlaubte die Entwicklung eines kleinen Dorfes.
Seit Beginn der geschichtlichen Aufzeichnung lebten Europäer und Araber dort zusammen. Das Handwerkerviertel Oufour beherbergt bis heute industrielle Gebäude und Ruinen. In Choumajou befindet sich der zylindrische Wasserturm Ngoungou Ya Choumajou.
Die ersten Bewohner kamen aus Mosambik.